# Метс (Мисури)
Метс (енгл. Metz) град је у америчкој савезној држави Мисури.

## Демографија
По попису из 2010. године број становника је 49, што је 18 (-26,9%) становника мање него 2000. године.
| Група             | 2000.       | 2010.      |
| Белци             | 67 (100,0%) | 46 (93,9%) |
| Афроамериканци    | 0 (0,0%)    | 0 (0,0%)   |
| Азијати           | 0 (0,0%)    | 0 (0,0%)   |
| Хиспаноамериканци | 0 (0,0%)    | 0 (0,0%)   |
| Укупно            | 67          | 49         |